# طرخشقون غلوكي الأوراق
طرخشقون غلوكي الأوراق (الاسم العلمي:Taraxacum glaucophyllum) هو نوع من النباتات يتبع جنس الطرخشقون من الفصيلة النجمية. سمي هذا النوع نسبة إلى اللون الغلوكي.